# مركبة ذاتية القيادة
مركبات ذاتية القيادة self-driving car هي مركبات قادرة على استشعار البيئة المحيطة بها والملاحة دون تدخل بشري، ويجري تطوير العديد من المركبات والسيارات الذاتية القيادة؛ لكن حتى فبراير/شباط 2017 فإن تلك المركبات المصرح لها بالسير في الطرقات العامة ليست ذاتية القيادة تماما، إذ في بعض الحالات يجب على السائق التدخل لمنع حدوث حادث غير متوقع . يحدث ذلك مفاجئا مما يضع قائد السيارة في مأزق لتفادي بسرعة وقوع الحادث. لا يزال تصنيع واستخدام هذه المركبات أمامه عقبات وتحديات تقنية عديدة.

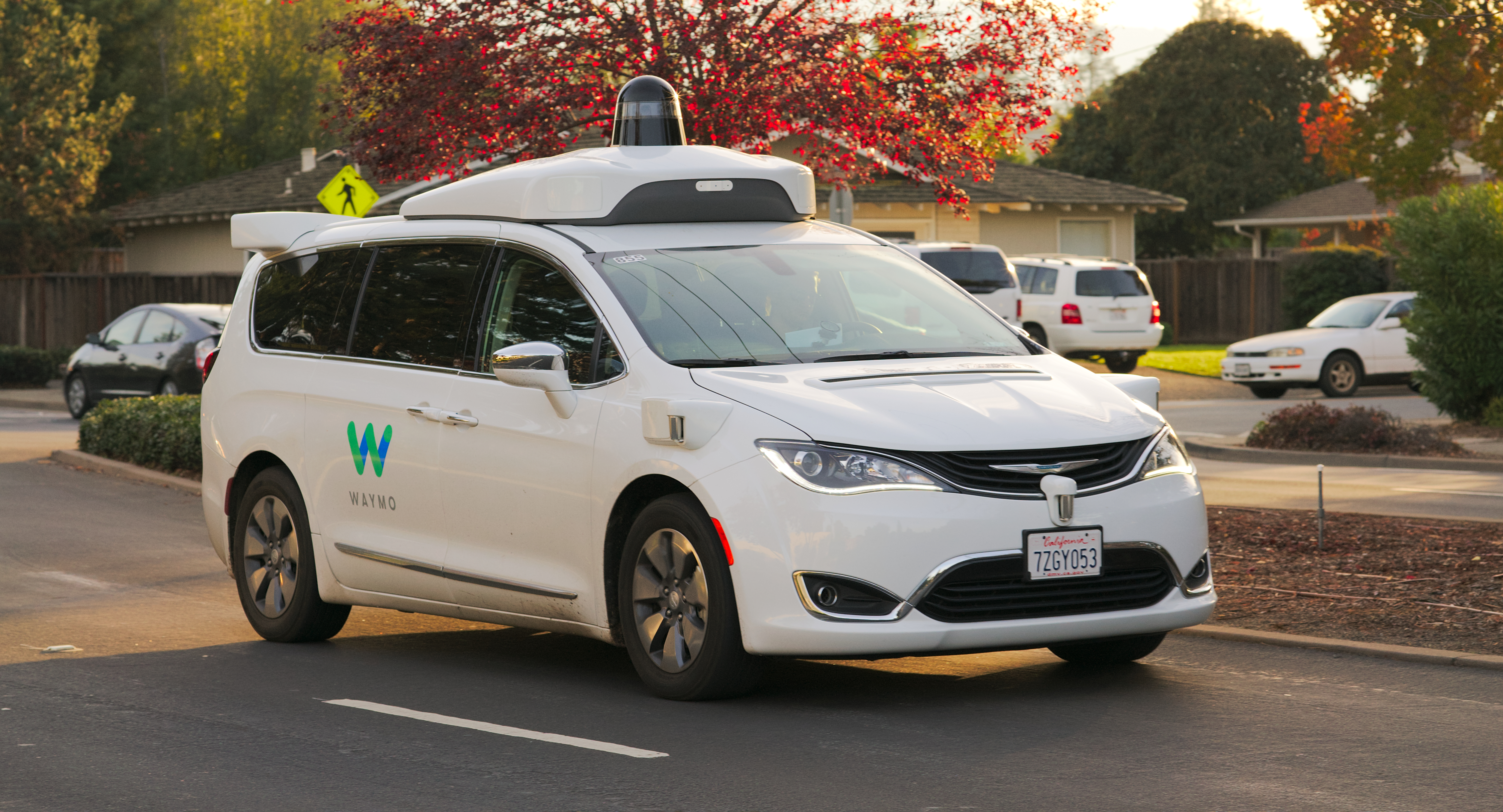
سيارة وايمو ذاتية القيادة

## التصنيع
قد يظن البعض أن تاريخ السيارات الذاتية القيادة يعود لبضع سنوات، لكن التجارب على هذا النوع من السيارات بدأت منذ خمسينيات القرن الماضي، في حين ظهرت أول سيارات ذاتية القيادة حقيقية في ثمانينيات ذلك القرن من خلال مختبرات «نافلاب» التابعة لجامعة كارنيغي ميلون في عام 1984، ومشروع مرسيدس بنز وجامعة بندسويهر في ميونيخ بألمانيا سنة 1987.
ومنذ ذلك التاريخ طورت العديد من الشركات الكبرى والمنظمات البحثية نماذج أولية عاملة لمركبات ذاتية القيادة، وأخذ يتسارع تطوير هذه السيارات بشكل كبير بمشاركة أكثر من 35 شركة سيارات وتقنية، من بينها شركات لوسيد وجنرال موتورز وتويوتا وآبل وغوغل وإنتل وأودي وبي أم دبليو وتسلا وأوبر وفورد، وغيرها الكثير.
في عام 2009 بدأت شركة غوغل بالعمل على تصنيع وتطوير تقنية القيادة الذاتية للاعتماد عليها في إنتاج سيارة ذاتية القيادة، واختبرت تلك التقنية مع سيارات تويوتا على الطرق السريعة ب ولاية كاليفورنيا في العام ذاته.
وفي مايو/أيار 2012 أصدرت ولاية نيفادا بالولايات المتحدة أول رخصة لسيارة ذاتية القيادة، وفي ذلك العام أعلنت غوغل أن سياراتها أكملت نصف مليون كيلومتر من القيادة الذاتية على الطرق السريعة بدون حوادث.
في يوليو/تموز 2013 استعرضت شركة فيسلاب التابعة لجامعة بارما الإيطالية المركبة «برايف» التي كانت تتحرك ذاتيا على شوارع متعددة مفتوحة لحركة المرور العامة، وفي
2015 سمحت خمس ولايات أميركية (نيفادا، وفلوريدا وكاليفورنيا وفيرجينيا وميشيغان) إلى جانب واشنطن العاصمة باختبار السيارات الذاتية القيادة الكاملة على الطرقات العامة.

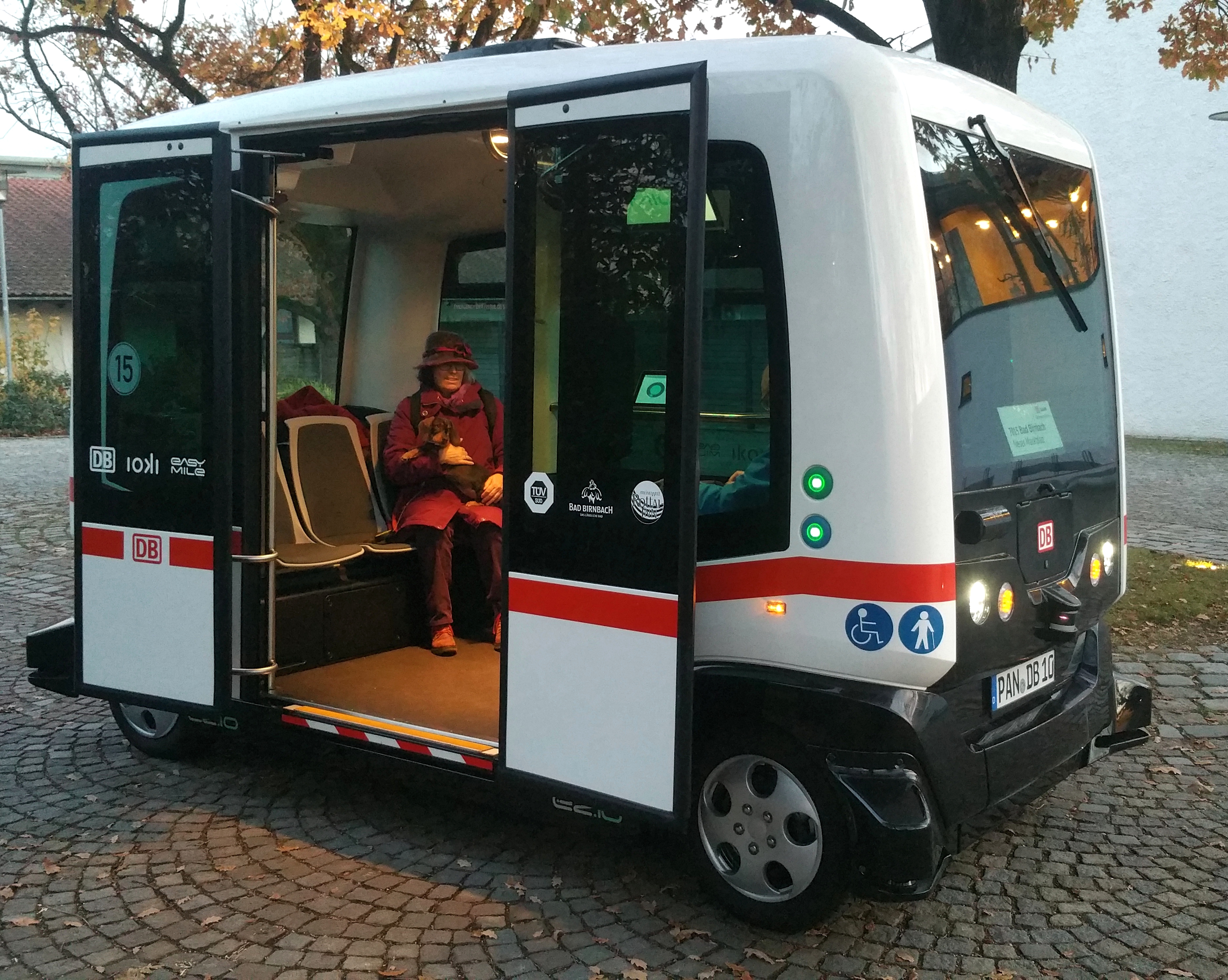
حافلة ذاتية القيادة في باد بيرنبآخ 2017

وفي العام ذاته، بدأت التجارب على هذا النوع من السيارات في دول أوروبية مثل المملكة المتحدة وفرنسا، كما سمحت ألمانيا وهولندا وإسبانيا باختبار سيارات آلية في الشوارع العامة.

## مميزات
تعتمد السيارات الذاتية القيادة على خوارزميات رسم الخرائط والبيانات التي تحصل عليها من أجهزة استشعار متعددة مدمجة بها لتحديد مسار الطريق، وتتضمن أجهزة الاستشعار النموذجية نظام «ليدار»، وهو أشبه بالرادار، ونظام رؤية مجسمة، ونظام تحديد المواقع الجغرافية (جي بي أس)، ونظام التعرف البصري على الأشياء، ونظام تحديد الموقع في الوقت الحقيقي.

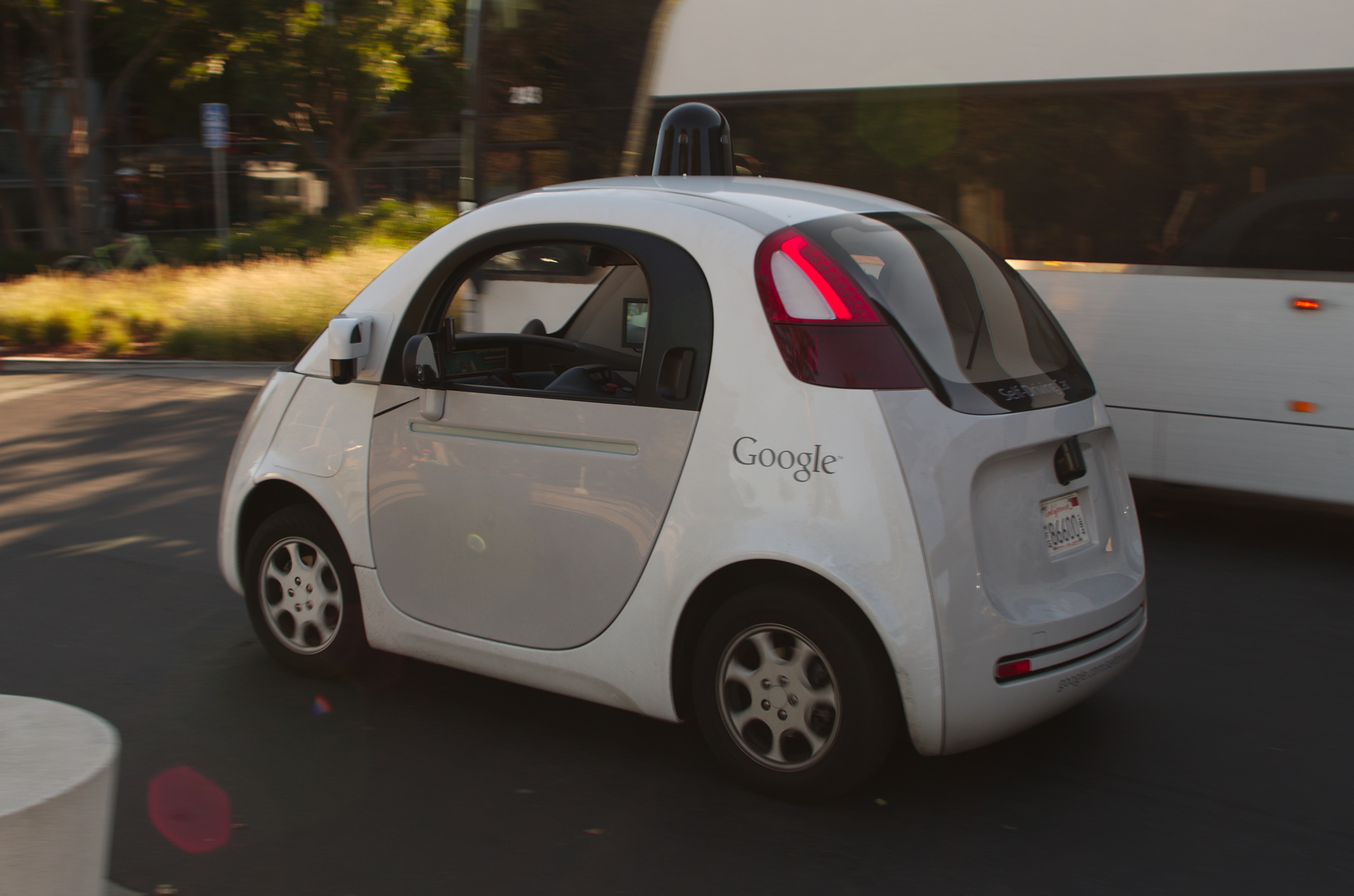
سيارة جوجل ذاتية القيادة 2015

وتعتبر غوغل من أبرز الشركات التي تخوض غمار تقنيات السيارات الذاتية القيادة، وقد بدأت العمل في هذا المجال منذ 2009 وأنفقت فيه أموالا طائلة كان من ثمارها إطلاق نموذج جديد لسيارة ذاتية القيادة في مايو/أيار 2014 لا تتضمن عجلة قيادة أو دواسة بنزيل أو مكابح، وذاتية بالكامل.
واستنادا إلى تقارير الحوادث التي تصدرها غوغل فإن سيارات الاختبار الخاصة بها ضلعت بـ14 حادث تصادم، وقع الخطأ في 13 حادثا منها على السائقين الآخرين، في حين أن أول حادث تتحمل مسؤوليته برمجيات السيارة وقع في 2016.
وفي مارس/آذار 2017 كانت سيارة ذاتية القيادة لشركة أوبر طرفا في حادث بمدينة تيمبي في أريزونا تسبب بانقلابها على أحد جانبيها.

## العقبات
رغم التطور الكبير في تقنيات السيارات الذاتية القيادة فإن عقبات عدة تواجهها، منها:
- موثوقية البرمجيات التي تستخدمها تلك السيارات.
- عدم قدرة الذكاء الاصطناعي على العمل بشكل سليم في بيئات شوارع المدينة الداخلية التي تتسم بالتعقيد.
- احتمال اختراق حاسوب السيارة وكذلك نظام الاتصالات بين السيارات.
- تأثر كفاءة أنظمة الاستشعار والملاحة بظروف الطقس المختلفة أو التداخل المتعمد بما في ذلك التشويش والمحاكاة.
- قد تتطلب السيارات الذاتية القيادة خرائط تفصيلية عالية الجودة لتعمل بشكل سليم، وفي حال كانت تلك الخرائط قديمة فإنها يجب أن تكون قادرة على التصرف ذاتيا.
- التنافس على الطيف الراديوي المطلوب لاتصالات السيارات.
- البنية التحتية الحالية للطرقات قد تحتاج إلى تغييرات كي تعمل السيارات الذاتية القيادة على النحو الأمثل.

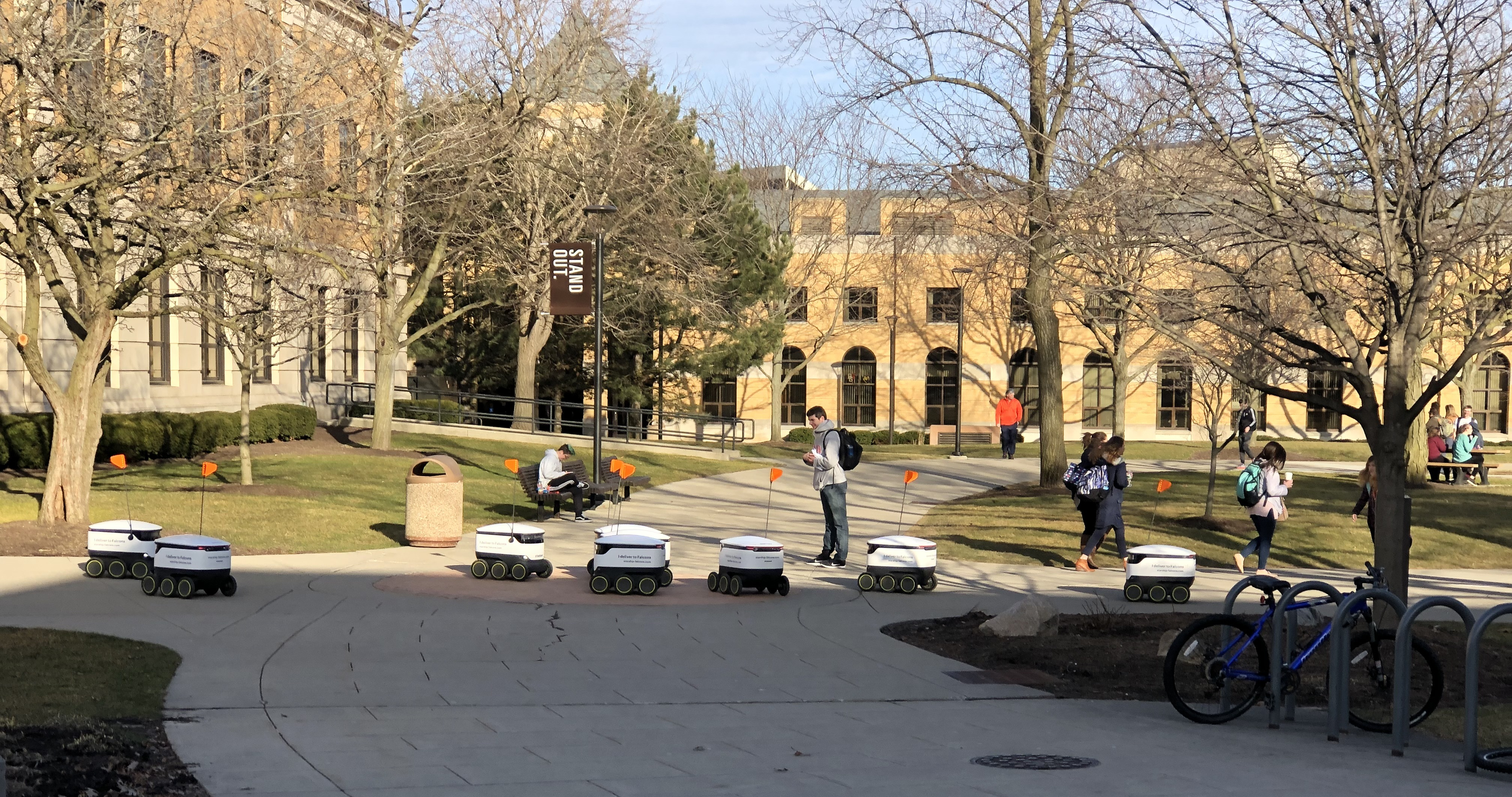
مركبات التوصيل ذاتية القيادة عالقة في مكان واحد بسبب محاولتها تجنب بعضها البعض

## السلبيات
رغم الفوائد المهمة من تطوير السيارات الذاتية القيادة فإن للانتشار الواسع لاستخدام تلك السيارات مستقبلا سلبيات عديدة، منها:
- فقدان سائقي سيارات الأجرة وظائفهم (ازدياد البطالة).
- فقدان الوظائف في خدمات النقل العام ومحلات صيانة السيارات.
- تضرر شركات التأمين التي ستضطر إلى خفض أقساط التأمين لإقناع مالكي السيارات الذاتية بالتأمين عليها نظرا لأنها مصممة أساسا للحد من حوادث الطرق.
- احتمالية فقدان الخصوصية ومخاطر اختراق السيارات الذاتية، ومشاركة المعلومات.
- مخاطر الهجمات الإرهابية، حيث يمكن تحميل السيارات الذاتية القيادة بمتفجرات واستخدامها قنابل.[4]

## التبعات القانونية
ومع ظهور السيارات الذاتية القيادة برزت عدة قضايا أخلاقية مصاحبة رغم أنه من ناحية أخلاقية فإن دخول السيارات الذاتية القيادة الواسع إلى السوق سيعني انخفاضا كبيرا في عدد الحوادث بنسبة تصل إلى 90%، إلى جانب فائدتها لذوي الإعاقات وكبار السن والركاب الصغار، والمساهمة في خفض الانبعاثات الضارة بالبيئة نظرا لأن تلك السيارات ستعمل على الأرجح بالكهرباء.
لكن مع ذلك، فإن عدة مسائل أخلاقية لا تزال تنتظر الحل، من أهمها:
- المسؤولية الأخلاقية والمالية والجرمية في حالات الحوادث.
- القرارات التي يتوجب على السيارة اتخاذها قبل وقوع حادث قاتل، مثلا في حال تعرضت السيارة إلى موقف يتحتم عليها أن تختار فيه بين دهس أحد المشاة مثلا أو الاصطدام في المقابل بحافلة ركاب.
- مسائل الخصوصية.
- مسائل فقدان الوظائف.[5]

## في الخيال

### في الأنيمي
- السائق (أنمي) ، تتميز السيارات الكهربائية التي تعمل بالطاقة مستقلة يقودها الذكاء الاصطناعي (AIS). يتم الاستيلاء عليها من قبل المستخدمين الخبيثة، التي تتطلب اعتراض وتدخل من قبل éX-دريفرز وتعمل يدويا.

### في الفيلم
- في فيلم باتمان(1989)، بطولة مايكل كيتون، يظهر باتموبيل لتكون قادرة على القيادة إلى موقع باتمان الحالي مع بعض الأوامر الملاحة من باتمان.
- فيلم هدم مان (1993)، بطولة سيلفستر ستالون والذي تم تأسيسه في عام 2032، يمتاز بسيارات يمكن أن تكون ذاتية القيادة أو قيادة «أوتو مود» حيث يعمل الكمبيوتر الذي يسيطر عليه صوت السيارة.
- فيلم تيميكوب (1994)، بطولة جان كلود فان دام، الذي تم تعيينه في عامي 2004 و 1994، لديه سيارات مستقلة.
- فيلم تقرير الأقلية (فيلم) (2002)، الذي وضع في واشنطن العاصمة في عام 2054، يتميز بمطاردة مطولة تشمل سيارات مستقلة. وتقوم سيارة بطل الرواية جون أندرتون بنقله عندما تتغلب الشرطة على أنظمتها في محاولة لاحتجازه.
- الفيلم المنهي: صعود الآلات (2003)، خلال مشهد مطاردة السيارات. يتم التحكم في مركبات الطوارئ من قبل شركة تكس تيرميناتور في محاولة لقتل جون كونور وكات بروستر الذي لعبت من قبل كلير دانيس.
- في فيلم، الخارقون (فيلم) (2004)، بطولة إنكرديبل يظهر في الفلم انه يجعل سيارته ذاتية القيادة، في حين أنه يغير له عند القيادة لإنقاذ القط من شجرة.
- في فيلم أنا روبوت (فيلم) (2004)، الذي أنشئ في شيكاغو في عام 2035، يتميز مركبات الذاتية القيادة على الطرق السريعة، مما يتيح للسيارة السفر أكثر أمانا بسرعات أعلى مما لو تم التحكم فيها يدويا. خيار تشغيل المركبات يدويا هو متاح.

### في الآدب
- في قصة إسحق عظيموف القصيرة الخيال العلمي «سالي» (نشرت لأول مرة مايو-يونيو 1953)، السيارات المستقلة لديها «بوسيترونيك العقول» والتواصل عن طريق قرون التزحلق وتشويش الأبواب، وحفظ رعايتهم البشرية.

### في المسلسلات التلفزيونية
- في المسلسل التلفزيوني ساوث بارك في الموسم 18 الحلقة 4 من عام 2014، يتميز بوجود سيارة ذاتية للحكم الياباني التي تشارك في سباق السيارات
- يحتوي المسلسل التلفزيوني «فيبر» على سيارة هجومية مدرعة فضية / رمادية تدعى «ديفندر» التي تنكر على أنها دودج فايبر رت / 10 في عام 1992 ولاحقا دودج فايبر جي تي إس الأزرق عام 1998 . وتسمح أنظمة الكمبيوتر المتطورة للسيارة بالتحكم عن بعد عن بعد في بعض المناسبات.
- مسلسل «أسود مرآة» حلقة «يكره في الأمة» لفترة وجيزة ظهرت سيارة الدفع الرباعي ذاتية القيادة مع واجهة تعمل باللمس في الداخل.[6]

## مركبات جوية ذاتية القيادة
كشف رئيس هيئة الطرق والمواصلات في دبي، مطر الطاير، عن إطلاق أول خدمة للتحول إلى المركبات الجوية ذاتية القيادة في يوليو 2017، وذلك انسجاماً مع إستراتيجية دبي للتنقل الذكي «للتحول بذلك إلى أكبر مختبر عالمي للتطوير التكنولوجي وتؤسس نموذجاً عالمياً منفرداً لدول المستقبل».
وقال الطاير في جلسة بعنوان «التنقل ذاتي القيادة، تحديات عالمية وفرص مستقبلية»، في اليوم الثاني من القمة العالمية للحكومات، إن حكومة دبي قامت بتجربة هذه الخدمة مؤخراً، موضحاً أن مدى ارتفاع هذه المركبات الجوية سيتراوح بين 40 و50 كلم وتتميز ببطارية تشغيل لمدة 30 دقيقة.

## اقرأ أيضا
- محرك الاستدلال

## وصلات خارجية
- السيارات ذاتية القيادة: حقيقتها ومستقبلها.